# Miroslav Macháček
Pour les articles homonymes, voir Macháček.
Miroslav Macháček, né le 8 mai 1922 à Nymburk et mort le 17 février 1991 à Prague, est un acteur et metteur en scène tchécoslovaque.

## Biographie
Miroslav Macháček est né le 8 mai 1922 à Nymburk. En 1945, il est admis au Conservatoire d'État de Prague, où il étudie le théâtre pendant trois ans. Parmi ses professeurs figure Miloš Nedbal (cs). Après avoir obtenu son diplôme du conservatoire, il travaille au Théâtre de Bohême orientale à Pardubice à partir de 1948, puis au Švandovo divadlo na Smíchově (cs) de Zdeněk Nejedlý à Prague à partir de 1950. La même année, accusé d'activités hostiles, il doit quitter cet emploi. Son emploi à la DAMU, où il enseignait, est rapidement résilié. En 1952, I. Glanc l'engage à České Budějovice, où il travaille de 1952 à 1954 comme metteur en scène, puis comme directeur artistique principal jusqu'en 1956. En 1956, il revient à Prague – d'abord comme directeur des Městská divadla pražská (cs) (1956–1959), puis, à partir de la saison 1959/1960, comme directeur dramatique du Théâtre national de Prague. 
Avec la production de la pièce des frères Josef et Karel Čapek Ze života hmyzu (cs), qu'il a mise en scène et créée en 1965, le Théâtre national de Prague tourne dans huit pays européens durant trois ans (Grande-Bretagne, Londres, mars 1966 – Allemagne de l'Ouest, Munich, mars 1966 – Pologne, Varsovie, juin 1967 – URSS, Moscou, juin 1967 – Allemagne de l'Est, Berlin, octobre 1967 – Hongrie, Budapest, mars 1968 – Yougoslavie, Novi Sad, Belgrade, Rijeka, Ljubljana, juin 1968 – Roumanie, Bucarest, décembre 1968).
Après 1969, il connait une situation difficile jusqu'à la fin de sa vie en raison de son attitude. Il se consacre également au cinéma (il lui est interdit d'apparaître à la télévision et à la radio) et est invité dans d'autres théâtres (par exemple au Činoherní klub ou au Divadlo Viola (cs)). Début 1975, il donne une conférence critique au Théâtre national et est hospitalisé peu après à l'hôpital psychiatrique de Bohnice. Durant son séjour, il tient un journal intime, publié à titre posthume sous le titre Notes de l'asile,. 
En 1989, il participe activement aux événements révolutionnaires et est très mécontent de la situation au Théâtre national. À la fin de sa vie, alors qu'il lutte contre un cancer, il se lie d'amitié avec Vilma Cibulková (cs). Elle a presque 45 ans de moins que lui. Leur relation dure tant qu'il lutte contre la maladie. Elle le soutient longtemps, mais son jeune âge et la souffrance la dépassent, et elle s'enfuit. Il meurt des suites de la maladie le 17 février 1991 à Prague. Il est enterré à Nymburk.
Il a été nommé Zasloužilý umělec en 1968.
Sa fille, issue de son mariage avec Věra Štiborová, Kateřina Macháčková, est également actrice.

## Mise en scène
- 1957 : Eduardo De Filippo, Neapol, město milionů, Komorní divadlo, 77 représentations
- 1957 : Alexis Nikolaïevitch Tolstoï, Raketa, Komorní divadlo, 42 représentations
- 1958 : Vratislav Blažek, Třetí přání, Divadlo komedie, 115 représentations
- 1959 : Ilf et Pétrov, Zlaté tele, Divadlo Komedie, 26 représentations
- 1959 : Mikhaïl Boulgakov, Útěk, Komorní divadlo, 23 représentations
- 1960 : D. A. Granin, Po svatbě, Tylovo divadlo, 27 représentations
- 1961 : Carlo Goldoni, Poprask na laguně, Tylovo divadlo, 156 représentations
- 1962 : Peter Karvaš (cs), Antigona a ti druzí, Národní divadlo, 30 représentations
- 1963 : Sophocle, Oidipus vladař, Smetanovo divadlo, 31 représentations
- 1965 : Josef Čapek, Karel Čapek, Ze života hmyzu, Národní divadlo, 175 représentations
- 1966 : Luigi Pirandello, Šest postav hledá autora, Tylovo divadlo, 26 représentations
- 1971 : William Shakespeare, Jindřich V., Národní divadlo, 102 représentations
- 1974 : Edmond Rostand, Cyrano z Bergeracu, Tylovo divadlo, 102 représentations
- 1976 : Maxime Gorki, Měšťáci, Tylovo divadlo, 53 représentations
- 1979 : Ladislav Stroupežnický, Naši furianti, Tylovo divadlo, 161 représentations
- 1980 : Oldřich Daněk (cs), Vévodkyně valdštejnských vojsk, Tylovo divadlo, 78 représentations
- 1980 : Karel Čapek, Bílá nemoc (cs), Tylovo divadlo, 15 représentations
- 1982 : William Shakespeare, Hamlet, Smetanovo divadlo, 128 représentations (Il tient le rôle principal de la pièce, disponible en DVD)
- 1988 : Shelagh Delaney, Chuť medu (A Taste of Honey), ND – Nová scéna, 42 représentations

## Cinéma
- 1961 : Ďáblova past de František Vláčil
- 1963 : Ikarie XB-1 : Marcel Bernard
- 1964 : Obžalovaný de Ján Kadár et Elmar Klos : le procureur
- 1965 : A pátý jezdec je strach de Zbyněk Brynych
- 1967 : Údolí včel
- 1970 : Případ pro začínajícího kata de Pavel Juráček : Munodi
- 1979 : Lásky mezi kapkami deště (cs)
- 1980 : Cukrová bouda : l'antifasciste Alfred Bartl, dit Freda
- 1982 : La Ballade de Mamelouk : le vizir
- 1984 : Stín kapradiny de František Vláčil
- 1985 : Skalpel, prosím de Jiří Svoboda (cs) : le professeur
- 1987 : Vlčí bouda de Věra Chytilová : Daddy

## Télévision
- 1969 : Rozhovory, téléfilm : un guide

## Radio
- 1968 : Tom Stoppard, Albert 's Bridge : Fraser, traduction de Josef Červinka, réalisateur : Charles Lefeaux, Český rozhlas
- 1981 : Lessia Oukraïnka, Lesní píseň, traduction et dramatisation de Václav Daněk, mise en scène Karel Weinlich, Český rozhlas